# Pleistodontes rennellensis
Pleistodontes rennellensis is een vliesvleugelig insect uit de familie vijgenwespen (Agaonidae). De wetenschappelijke naam is voor het eerst geldig gepubliceerd in 1968 door Wiebes.